# William Tell Coleman
William Tell Coleman (1824-1893) est un pionnier américain.

## Biographie
Né à Cynthiana (Kentucky) William Tell Coleman fit ses études à l'université de Saint-Louis. En 1849, il s'installe à San Francisco en Californie où il devient armateur. Coleman est une personnalité de premier plan dans les comités de vigilance de 1851 et 1856, qui usurpent le pouvoir civil dans le but de chasser les  démocrates et d'instaurer une justice parallèle et stricte. Sous les ordres de Coleman, ces comités ignorent l’habeas corpus, mènent des procès secrets, des lynchages, des déportations, et créent une milice. Le comité de vigilance de 1856 est dissous après avoir transféré le pouvoir au nouveau People's Party, qui bientôt fusionne avec le Parti républicain et contrôle San Francisco jusqu'en 1867,.
Après que la grande grève des chemins de fer de 1877 tourne à l'émeute anti-asiatique, Coleman mobilise de nouveau ses troupes pour réprimer les troubles. Coleman forme alors le Comité de sécurité comme force d'appoint pour la police de la ville (qui a doublé en effectif au cours des émeutes). Les troupes du Comité de sécurité ne portent pas d'armes à feu afin de ne pas exacerber la violence et le désordre. La préoccupation de Coleman était moins le bien-être de la communauté chinoise que la peur qu'une partie de la classe ouvrière prenne le pouvoir à San Francisco. Le Workingman's Party est créé sous la direction de Dennis Kearney. Le slogan du parti est « Les Chinois doivent partir ! » et son programme, qui entretient le racisme, donne l'impulsion politique qui aboutit à la loi d'exclusion des Chinois de 1882.
Après l'ouverture d'une succursale à New York, Coleman établit une ligne de bateaux à vapeur entre cette ville et San Francisco en 1856. En 1857, il s'installe à New York et dirige son entreprise à partir de cette ville jusqu'en 1864. Une de ses réalisations les plus remarquables fut l'embellissement et l'extension de la ville de San Rafael.
Le minerai de colémanite est nommé en son honneur.